# Veřejná politika
Veřejná politika (anglicky public policy) jsou záměrné aktivity a rozhodnutí vlády či jiných aktérů, která ovlivňují život společnosti. Termínu veřejná politika se užívá také k označení sociálněvědní disciplíny (public policy nebo policy science), která využívá přístupů a metod řady jiných společenských věd k analýze politických opatření či k jejich návrhu.

## Oblasti zájmu veřejné politiky
Veřejná politika je prováděna v různých oblastech, proto bývá rozlišována řada rezortních politik:
- Bezpečnostní politika
- Politika bydlení
- Dopravní politika
- Hospodářská politika
- Politika lidských práv a svobod
- Mediální politika
- Migrační politika
- Populační politika
- Regionální politika
- Rodinná politika
- Politika výzkumu, vývoje a inovací
- Kulturní politika
- Vzdělávací politika
- Politika zaměstnanosti
- Sociální politika
- Zdravotní politika
- Politika životního prostředí
- Trestní politika

## Veřejná politika jako vědní disciplína
Veřejná politika je multidisciplinární vědou formující se od 60. letech 20. století z oborů, jako je sociologie, politologie, ekonomie, právní věda či veřejná správa. Veřejná politika je věda zaměřená na zkoumání procesů tvorby politiky a výstupů politiky. Zabývá se jednak obsahy politik, ale zároveň i příčinami a důvody (proč jsou politiky vytvářeny) a jejich důsledky a účinky (co může být důsledkem politických opatření). Zároveň se veřejná politika zajímá i o to, co by měli političtí aktéři činit. Zahrnuje tedy popisně-analytický přístup i praktické využití poznatků.

### Studium veřejné politiky
V zahraničí je veřejná politika vyučována na většině velkých a prestižních univerzit (např. Harvard University, University of California at Berkeley, Stanfordova univerzita, Yale University, Oxfordská univerzita), v České republice nabízí studium veřejné politiky Karlova univerzita a Masarykova univerzita, na řadě dalších vysokých škol pak lze studovat blízké obory jako veřejnou správu (Česká zemědělská univerzita, Masarykova univerzita), sociální politiku (Masarykova univerzita, Vysoká škola ekonomická, Slezská univerzita v Opavě), veřejnou ekonomiku (Masarykova univerzita, Vysoká škola báňská - Technická univerzita Ostrava) či hospodářskou politiku a správu (Univerzita Pardubice, Západočeská univerzita, Vysoká škola ekonomická, Vysoká škola finanční a správní).